# Zurück in die Zukunft III
Zurück in die Zukunft III (Originaltitel: Back to the Future Part III) ist eine Science-Fiction-Filmkomödie des Regisseurs Robert Zemeckis aus dem Jahr 1990. Das Drehbuch zum dritten Teil der Zurück-in-die-Zukunft-Trilogie schrieb Bob Gale. Der erste Teil Zurück in die Zukunft erschien 1985; 1989 wurde Zurück in die Zukunft II veröffentlicht.

## Handlung
Die Handlung beginnt mit der Wiederholung der letzten beiden Minuten aus dem zweiten Teil: Am 12. November 1955 um 22:04 Uhr schlägt der Blitz in die Rathausuhr von Hill Valley ein, Marty McFly reist in dem von Dr. Brown zur Zeitmaschine umgebauten DeLorean DMC-12 zurück in seine Zeit 1985, und der andere Marty – aus der Zeitreise des zweiten Films – läuft kurz darauf auf Brown zu und spricht ihn an, worauf dieser in Ohnmacht fällt. Marty bringt Dr. Brown schließlich in sein Haus.
Am nächsten Tag zeigt Marty dem Dr. Brown des Jahres 1955 den Brief des Dr. Brown aus dem Jahr 1885, in das er zum Ende des zweiten Films versetzt wurde. Mit Datum 1. September 1885 berichtet Brown, dass er glücklich als Schmied im „Wilden Westen“ lebe. Die beschädigte Zeitmaschine habe er in einem Stollen versteckt. 1955-Brown und Marty suchen den Stollen auf und finden das Auto, stoßen jedoch in der Nähe auf den Grabstein des Dr. Brown, der den 7. September 1885 als Todesdatum nennt, also sechs Tage, nachdem er den Brief geschrieben hatte. Brown sei von Buford Tannen wegen einer Auseinandersetzung um 80 Dollar in den Rücken geschossen worden.
Die Zeitmaschine kann anhand eines Schaltplans mit Bauteilen aus den 1950er-Jahren notrepariert werden – dabei wird ein winziger IC „made in Japan“ durch eine riesige Konstruktion aus Elektronenröhren auf der Motorhaube ersetzt – und Marty reist damit nicht wie geplant und in Browns Brief angewiesen ins Jahr 1985, sondern zum 2. September 1885 zurück, um Brown vor dem Tod zu retten. Die neue Zeitreise beginnt in einem Autokino, wobei Marty direkt auf ein Plakat zufährt, das Indianer auf Pferden darstellt. Auf seinen Einwand, dass er in die Indianer fahren würde, entgegnet Dr. Brown, dass dort im Jahr 1885 keine Indianer seien – bei der Ankunft landet Marty allerdings genau in einer Verfolgungsjagd zwischen Indianern und Kavallerie. Marty versteckt den Wagen in einer Höhle. Auf der Flucht vor einem Bären stürzt Marty einen Abhang hinunter und wird ohnmächtig. Als er aufwacht, befindet er sich auf der Farm der aus Irland eingewanderten Familie McFly, seine Vorfahren, mitsamt seinem Urgroßvater William als Baby. Marty nennt sich ihnen gegenüber Clint Eastwood.
In Hill Valley besucht er den Saloon und trifft dort auf Buford „Mad Dog“ Tannen und dessen Bande. Er gerät mit ihnen aneinander, und sie wollen ihn gerade hängen, als Dr. Brown auftaucht und ihn rettet. Marty erzählt ihm von der Grabinschrift und davon, dass die Inschrift von einer Clara erstellt wurde, die offenbar seine Geliebte war. Brown kennt allerdings keine Clara. Später erfährt man, dass dies die neue Lehrkraft von Hill Valley ist: Clara Clayton. Als Wissenschaftler will Brown weder die Geschichte verändern noch Bindungen eingehen, darum entscheidet er sich, die Frau nicht treffen zu wollen. Stattdessen planen Brown und Marty gemeinsam wieder ins Jahr 1985 zurückzukehren.
Durch einen Indianerpfeil wurde allerdings die Zeitmaschine beschädigt und hat keinen Treibstoff mehr. Beim Versuch, den Motor mit hochprozentigem Alkohol zu betreiben, wird die Einspritzanlage irreparabel beschädigt. Um das Auto auf die 88 Meilen pro Stunde (etwa 142 km/h) zu beschleunigen, bleibt nur, es mit einer Dampflokomotive anzuschieben. Brown kennt eine geeignete, geradlinige und ebene Bahnstrecke, die zur Clayton-Schlucht führt. Bei der Inspektion der Gleise trifft Brown auf Clara, deren Kutschpferde durchgegangen waren, und rettet sie. Die beiden verlieben sich.
Buford Tannen will Brown auf der Einweihungsfeier der neuen Rathausuhr, die 1955 durch den Blitzeinschlag zerstört wird, erschießen, doch Marty geht dazwischen. Tannen fordert ihn für den Tag der geplanten Abreise zum Duell. Brown muss sich zwischen seiner Liebe und seinem Verstand entscheiden. Er beichtet Clara die Zeitreise. Clara unterstellt ihm eine billige Ausrede, die er bei Jules Verne gefunden habe. Am Boden zerstört sucht Dr. Brown den Saloon auf, wo er sich zwar nicht betrinkt – er verträgt keinen Alkohol –, aber durch seine Erzählungen aus den 1980er-Jahren doch einen volltrunkenen Eindruck erweckt.
Marty kann sich am nächsten Morgen vor dem Duell nicht drücken, wirft aber seine Waffe weg, Tannen gibt einen Schuss ab, und Marty geht zu Boden. Als Tannen siegessicher vor ihm steht, entwaffnet ihn Marty. Er hatte sich die Eisentür eines Ofens vor den Körper geschnallt, die die Kugel abfing (der Trick stammt aus einer Szene des Clint-Eastwood-Films Für eine Handvoll Dollar, die Marty im zweiten Zurück-in-die-Zukunft-Film im alternativen 1985 beim Besuch des Biff Tannen’s Pleasure Paradise zufällig zu sehen bekommt). Nun soll die Heimreise losgehen.
Indessen erkennt Clara, dass Brown sie nicht belogen hat. Sie findet die Pläne der beiden und reitet ihnen hinterher. Sie holt die beiden ein, als die Dampflokomotive schon fährt. Nach einer akrobatischen Szene auf dem fahrenden Zug gelangt nur Marty rechtzeitig in die Zeitmaschine und kehrt allein ins Jahr 1985 zurück, wo die Schlucht inzwischen den Namen Eastwood-Schlucht trägt, da man glaubte, er sei zusammen mit der Dampflokomotive in die Schlucht gestürzt. Als kurz darauf ein moderner Eisenbahnzug auf dem Gleis entgegenkommt, wird der DeLorean und somit auch die Zeitmaschine, wie von Dr. Brown gewünscht, völlig zerstört.
Marty besucht daraufhin seine Freundin Jennifer, die er wohlauf vorfindet. Zusammen mit ihr fährt er zurück zum Ort, wo die Zeitmaschine zerstört wurde. Auf dem Weg wird er von seinem Widersacher Needles zu einem Autorennen herausgefordert, was er jedoch nicht annimmt. Dadurch verhindert er den verhängnisvollen Unfall, der seine Zukunft zerstört hätte.
Zum Ende des Films erreichen auch Brown und seine Frau Clara das Jahr 1985, in einer zur Zeitmaschine umfunktionierten Dampflokomotive. Er stellt seine beiden Kinder Jules und Verne vor und verabschiedet sich mit den Worten: „Das bedeutet, dass deine Zukunft bis jetzt noch nicht geschrieben ist. Wie bei allen Menschen. Deine Zukunft ist immer das, was du daraus machst.“

## Produktion
Die Dreharbeiten begannen im September 1989 und endeten am 22. Januar 1990. Kinostart in den USA war am 25. Mai 1990, in Deutschland am 12. Juli 1990.
Die Produktionskosten wurden auf rund 40 Millionen US-Dollar geschätzt. Der Film spielte in den Kinos etwa 245 Millionen US-Dollar ein; allein 88 Millionen US-Dollar in den USA.
Die Bauten für Hill Valley entstanden unter freiem Himmel im kalifornischen Jamestown. 1996 wurde die Westernstadt durch ein Feuer zerstört; ironischerweise entfacht durch einen Blitzeinschlag. Das spektakuläre Ende der Zugfahrt wurde mit einem Eisenbahnmodell im Maßstab 1:4 gefilmt, für dessen Bau Industrial Light & Magic zwei Monate gebraucht hatte.

## Synchronisation
Die deutsche Synchronfassung entstand bei der Berliner Synchron nach einem Dialogbuch und unter der Dialogregie von Dr. Michael Nowka.
| Rolle                               | Schauspieler      | Synchronsprecher    |
| ----------------------------------- | ----------------- | ------------------- |
| Marty McFly/Seamus McFly            | Michael J. Fox    | Sven Hasper         |
| Dr. Emmett „Doc“ Brown              | Christopher Lloyd | Lutz Mackensy       |
| Clara Clayton                       | Mary Steenburgen  | Traudel Haas        |
| Buford „Mad Dog“ Tannen/Biff Tannen | Thomas F. Wilson  | Thomas Petruo       |
| Maggie McFly/Lorraine McFly         | Lea Thompson      | Liane Rudolph       |
| Jennifer Parker                     | Elisabeth Shue    | Ulrike Möckel       |
| Marshal James Strickland            | James Tolkan      | Robert Dietl        |
| George McFly                        | Jeffrey Weissman  | Charles Rettinghaus |
| Dave McFly                          | Marc McClure      | Stefan Krause       |
| Linda McFly                         | Wendie Jo Sperber | Hansi Jochmann      |
| Douglas J. Needles                  | Michael Balzary   | Ulrich Gressieker   |
| Chester, Barkeeper                  | Matt Clark        | Klaus Jepsen        |
| 1. alter Mann im Saloon             | Dub Taylor        | Heinz Theo Branding |
| 3. alter Mann im Saloon             | Pat Buttram       | Gerd Duwner         |
| Colt-Verkäufer                      | Burton Gilliam    | Edgar Ott           |
| Stacheldraht-Verkäufer              | Richard Dysart    | Hans Nitschke       |

## Rezeption

### Kritiken
„Nicht so ausgereift wie seine beiden Vorgänger, liefert der Film nach einem verwirrenden Anfang in erster Linie eine Western-Parodie mit anachronistischen Elementen. Endprodukt einer Erfolgs-Serie, das zwar deutliche Ermüdungserscheinungen aufweist, für ein unterhaltendes Filmerlebnis aber noch gut genug ist.“

### Auszeichnungen
- Der Film gewann einen Saturn Award 1991 in der Kategorie Beste Musik (Alan Silvestri) und Bester Nebendarsteller (Thomas F. Wilson). Darüber hinaus war er in vier Kategorien nominiert: Bester Science-Fiction Film, Beste Regie (Robert Zemeckis), Beste Nebendarstellerin (Mary Steenburgen) und Beste Kostüme (Joanna Johnston).
- Alan Silvestri gewann für die Filmmusik einen Preis bei den BMI Film & TV Awards 1991.
- Der Film wurde für einen Hugo Award 1991 in der Kategorie Beste dramatische Vorführung nominiert.
- Der Film war für einen Young Artist Award 1991 in der Kategorie Unterhaltsamster Familien-Spielfilm – Komödie oder Action nominiert.

## Trivia
- Im Film wird der Roman Von der Erde zum Mond von Jules Verne aus dem Jahr 1865 zitiert.
- Bob Gale und Robert Zemeckis holten von Clint Eastwood die Erlaubnis dafür ein, dass sein Name so oft im Film genannt wird; er ist im Abspann auch der letzte von den „Special Thanks“. Zudem dürften Martys Poncho und die kugelsichere Metallplatte auf der Brust eine Anspielung auf Sergio Leones Dollar-Trilogie (insbesondere Für eine Handvoll Dollar) sein.
- Die Ankunft Martys am Bahnhof von Hill Valley ist eine Hommage an die Szene aus Sergio Leones Spiel mir das Lied vom Tod, in der Jill McBain am Bahnhof von Flagstone City ankommt und die Kamera ebenfalls über das Dach des Bahnhofs fährt.[4][5]
- Michael J. Fox wurde während der Szene, in der Buford ihn hängen will, einmal versehentlich tatsächlich aufgehängt und verlor für kurze Zeit das Bewusstsein. Er beschreibt diese Nahtoderfahrung in seiner Autobiographie Comeback.
- Joseph Glidden, der Erfinder des Stacheldrahts, erscheint in dem Saloon. Er wird von Richard Dysart gespielt.
- Einige Szenen, die Michael J. Fox während des Eisenbahn-Finales im DeLorean zeigen, mussten rückwärts gedreht werden, da die Versicherung befürchtete, der Zug könnte beim Vorwärtsfahren entgleisen.
- Der Zug der „Rail Town 1897“ in Jamestown, Kalifornien war in vielen Western zu sehen, einschließlich Zwölf Uhr mittags und Pale Rider – Der namenlose Reiter.
- Tom Wilson trainierte mit dem Weltmeister und Schnellschuss-Experten Arvo Ojala, um Bufords Waffe gekonnt zu bedienen und „der schnellste Schütze im Westen“ zu werden.
- Bei der Einweihung der Rathausuhr wird im Anschluss an die Ansprache des Bürgermeisters der Battle Cry of Freedom intoniert.
- Die drei Mitglieder der Band ZZ Top haben im Film einen Gastauftritt und spielen in einer Tanzkapelle die Trommel und die beiden Gitarren. Zudem steuerten sie zum Soundtrack des Films den Titel Doubleback bei, der auch während des Abspanns gespielt wird.
- Der Westernfilm A Million Ways to Die in the West aus dem Jahr 2014 spielt im Jahr 1882. Christopher Lloyd hat als Doc Brown einen Cameo-Auftritt. Man sieht ihn in seiner Werkstatt an dem DeLorean arbeiten.
- Marty übt mit dem Colt Peacemaker vor einem Spiegel und sagt dabei: „Redest Du mit mir?“ Dies ist eine Anspielung auf eine Szene aus dem Film Taxi Driver mit Robert De Niro.
- Mary Steenburgen, die die Rolle der Clara Clayton spielt, war bereits 1979 im Film Flucht in die Zukunft die Geliebte eines Zeitreisenden, diesmal aus der Vergangenheit.
- Mit den für den letzten Zeitsprung des DeLorean notwendigen 140 km/h (88 mph) wurde der Geschwindigkeitsrekord für Dampflokomotiven von Doc Brown nur wenige Jahre vor dem offiziellen Rekord gebrochen. 1890 erreichte eine Dampflok aus Österreich-Ungarn 140 km/h. Die Crampton No. 604 aus Frankreich erreichte im gleichen Jahr 144 km/h.